# Gorybia stomias
Gorybia stomias là một loài bọ cánh cứng trong họ Cerambycidae.